# Lago Natri
El lago Natri es un cuerpo de agua superficial chileno ubicado en la Isla Grande de Chiloé, región de Los Lagos. Se encuentra a 23 km al sur de la ciudad de Chonchi, a orillas de la Ruta 5 Panamericana. 

## Ubicación y descripción
Tiene forma alargada de este-oeste de aprox. 6,5 km de longitud. Posee una superficie de 7,8 km², una profundidad media de 35 m y una máxima de 58 m, y drena una superficie de 46,5 km². Su régimen es pluvial. Evacúa sus aguas a través del río Natri, que desemboca a su vez en el estero Compu, en la costa oriental de la isla.

## Hidrología
Sobre los lagos Natri, Tarahuín, Tepuhueico, Huillinco y Cucao existe, excepcionalmente, un acabado estudio de sus condiciones hidrográficas en el A study of the river basins and limnology of ﬁve humic lakes on Chiloé Island publicado en la Revista Chilena de Historia Natural en diciembre de 2003 por Oscar Parra, Stefan Woelf y Edilia Jaque Castillo.
Del estudio se tienen los siguientes datos de la morfología de los cuerpos de agua:
| | Natri    | Tepuhueico | Tarahuín | Huillinco | Cucao    |
| Latitud | 42°47’ S | 42°47’ S   | 42°43’ S | 42°40’ S  | 42°38’ S |
| Longitud | 73°50’ W | 73°58’ W   | 73°45’ W | 73°57’ W  | 74°40’ W |
| Altitud (m) | 39.0     | 25.0       | 66.0     | 13.0      | 10.0     |
| Volumen (km³) | 0.273    | 0.128      | 0.170    | 0.395     | 0.127    |
| Área del espejo de agua (Ao) (km²) | 7.8      | 14.3       | 7.71     | 9.1       | 10.6     |
| Área drenaje (Ad) (km²) | 46.5     | 182.1      | 38.1     | 529.8     | 33.2     |
| Largo máximo (lm) (km) | 6.3      | 5.2        | 6.4      | 8.1       | 7.9      |
| Ancho máximo (bm) (km) | 1.3      | 3.1        | 1.5      | 3.2       | 1.8      |
| Ancho mínimo (km) | 0.6      | 1.9        | 0.5      | 0.8       | 0.7      |
| Ancho promedio (b) (km) | 1.2      | 2.5        | 0.9      | 1.9       | 1.1      |
| Profundidad máxima (Zm) (m) | 58.0     | 25.0       | 33.0     | 47.0      | 25.0     |
| Profundidad promedio (Z) (m) | 35.0     | 9.0        | 22.2     | 20.7      | 12.0     |
| Profundidad relativa (Zr) (%) | 1.8      | 0.6        | 1.1      | 1.0       | 0.7      |
| Perímetro (L) (km) | 16.4     | 24.7       | 20.0     | 25.9      | 22.9     |
| Coeficiente de perímetro (DL)* | 1.7      | 1.8        | 2.0      | 1.7       | 2.0      |
| Ad/Ao | 6.0      | 12.7       | 4.9      | 27.7      | 3.1      |
| Proporción profundidad media a máxima Z:Zm | 0.6      | 0.4        | 0.7      | 0.4       | 0.5      |
| Desarrollo del volumen* | 1.8      | 1.1        | 2.0      | 1.3       | 1.4      |
| - El coeficiente de perímetro es la proporción entre el perímetro del lago y el perímetro de una circunferencia con igual área que el lago. Toma el valor 1 para un lago perfectamente circular. {\textstyle D_{L}={\frac {L}{2{\sqrt {\pi A}}}}}, con {\textstyle D_{L}} es el coeficiente, {\displaystyle L} es el perímetro del lago, y {\displaystyle A} es el área del lago. - El desarrollo del volumen es una medida de la diferencia entre la forma del lago (cuerpo de agua) y la de un cono: Dv = 3 Z÷ Zmax |          |            |          |           |          |

La isla de Chiloé tiene precipitaciones anuales de entre 2000 a 2500 mm, una humedad relativa de 84 % y una temperatura promedio histórico de 10,5 °C con mínimo y máximo de 6,9 °C y 14,2 °C respectivamente.: 564 

## Historia
Luis Risopatrón lo describe brevemente en su Diccionario Jeográfico de Chile de 1924:
Natri (Lago de) 42° 48' 73° 48'. Es de alguna estensión i desagua por el SE en el estremo NW del estero de Compu, de la isla de Chiloé. 156.

## Población, economía y ecología

### Estado trófico
La eutrofización es el envejecimiento natural de cuerpos lacustres (lagos, lagunas, embalses, pantanos, humedales, etc.) como resultado de la acumulación gradual de nutrientes, un incremento de la productividad biológica y la acumulación paulatina de sedimentos provenientes de su cuenca de drenaje.: 4  Su avance es dependiente del flujo de nutrientes, de las dimensiones y forma del cuerpo lacustre y del tiempo de permanencia del agua en el mismo.: 24  En estado natural la eutrofización es lenta (a escala de milenios), pero por causas relacionadas con el mal uso del suelo, el incremento de la erosión y por la descarga de aguas servidas domésticas entre otras, puede verse acelerado a escala temporal de décadas o menos.: 4  Los elementos más característicos del estado trófico son fósforo, nitrógeno, DBO5 y clorofila y la propiedad turbiedad.
Existen diferentes criterios de clasificación trófica que caracterizan la concentración de esos elementos (de menor a mayor concentración) como: ultraoligotrófico, oligotrófico, mesotrófico, eutrófico, hipereutrófico. Ese es el estado trófico del elemento en el cuerpo de agua. Los estados hipereutrófico y eutrófico son estados no deseados en el ecosistema, debido a que los bienes y servicios que nos brinda el agua (bebida, recreación, higiene, entre otros) son más compatibles con lagos de características ultraoligotróficas, oligotróficas o mesotróficas.: 14 
Los lagos de la Isla grande de Chiloé han sido caracterizados como ligeramente ácidos (pH<7), con niveles de nutrientes de carácter eutrófico, de poca profundidad (entre 10 y 60 m), de reducido tamaño y, por ende, de pequeños volúmenes de agua, lo que hace que no se estratifiquen térmicamente.: 30 
El estudio de Villalobos et al. clasifica los lagos Cucao y Tarahuín como hipereutróficos.: 563 